# 哈利路亚教堂
哈利路亚教堂是中国黑龙江哈尔滨的一座大型基督教堂，始建于1998年11月11日，2000年竣工，为东北三省最大的基督教堂。建筑面积6893平方米，分为一、二楼和地下室三层，可容纳3000多人聚会。该堂位于香坊区升永街2号。

## 历史
哈利路亚教堂兴建于1998年至2000年，哥特式风格，堂前有大型广场。